# 烏納縣

烏納縣在喜馬偕爾邦的位置以藍色標示

烏納縣是印度的一個縣，位於該國北部，由喜馬偕爾邦負責管轄，面積1,549平方公里，每年平均降雨量1,253毫米。2001年普查人口447,967，人口密度每平方公里289人，識字率為81.09%。2011年普查人口為521,057，識字率為87.23%。

## 外部連結
- Official Link
- Una Profile
- Una District Cultural and Religious Heritage

31°28′34″N 76°16′13″E / 31.47611°N 76.27028°E